# Firefox Focus
Firefox Focus — бесплатный мобильный браузер с открытым исходным кодом, ориентированный на конфиденциальность, выпущенный компанией Mozilla, и доступный для смартфонов и планшетов Android и iOS. Firefox Focus изначально был приложением для блокировки трекеров для мобильных устройств iOS, выпущенным в декабре 2015 года. Вскоре после этого он превратился в минималистичный веб-браузер. Однако он по-прежнему может работать исключительно как блокировщик отслеживания в фоновом режиме браузера Safari на устройствах Apple.
В июне 2017 года первый релиз для Android стал общедоступным, и за первый месяц его скачали более миллиона раз.  По состоянию на январь 2017 года он доступен на 27 языках. С июля 2018 года Firefox Focus предустановлен на BlackBerry Key2 в составе приложения Locker.
Чтобы обойти ограничения блокировщика контента от Apple, Firefox Focus использует API UIWebView на устройствах iOS. На Android он использовал движок Blink в версии 6.x и ранее, а GeckoView — с версии 7.0.

## Защита от отслеживания
Firefox Focus предназначен для блокировки онлайн-трекеров, включая стороннюю рекламу, с конечной целью как повышения скорости просмотра, так и защиты конфиденциальности пользователей. Блокировка контента достигается с помощью списков блокировки Disconnect
. Блокировка сторонних трекеров (кроме «других трекеров контента») включена по умолчанию. В других браузерах Firefox пользователи должны вручную включить функцию защиты от отслеживания в настройках браузера. Пользователи также могут просматривать типы трекеров на странице, нажав на значок щита рядом с адресной строкой. Появится всплывающая панель, которая покажет, какие трекеры есть на этой странице: трекеры рекламы, трекеры аналитики, трекеры социальных сетей или трекеры контента.
20 декабря 2018 года Mozilla объявила, что Firefox Focus теперь проверяет все URL-адреса на соответствие службе безопасного просмотра Google, чтобы предотвратить доступ людей к мошенническим сайтам.

## Функции
Firefox Focus можно настроить как блокировщик контента в настройках веб-браузера Safari. После активации интеграции Safari в настройках Firefox Focus трекеры автоматически отключаются в фоновом режиме при просмотре с помощью браузера Safari.
Нажатие значка корзины во время просмотра приведет к удалению всех данных сеанса и переходу к начальному экрану, на котором отображается настраиваемая панель поиска. Вкладки можно открыть, нажав и удерживая URL -адрес веб-сайта. Избранные ссылки можно установить на главном экране устройства.
Firefox Focus имеет функцию,  телеметрию . Активировав его, пользователи разрешают Mozilla собирать и получать информацию, не позволяющую установить личность, для улучшения Firefox. Из соображений конфиденциальности телеметрия Firefox Klar по умолчанию отключена.
15 октября 2018 года Mozilla объявила об обновлении Firefox Focus с новой функцией поиска и визуальным оформлением. Это означает, что браузер концептуально расскажет пользователям о своих функциях и опциях
.

## Минимальные системные требования

### Мобильные устройства Apple
Существуют некоторые минимальные требования к устройству для удаления отслеживаемого содержимого. Для этого механизма требуется аппаратное обеспечение, способное справиться с дополнительной нагрузкой, связанной с блокировкой контента, поэтому он работает только на 64-разрядных устройствах под управлением iOS 9 и более поздних версий, включая:
- IPhone 5s и новее
- iPad Air и новее
- iPad mini 2 и новее
- iPod touch 6-го поколения

### Мобильные устройства Android
Для использования последней версии Firefox Focus требуется Android версии 5.0 или выше.

## Firefox Klar
« Firefox Klar » — это модифицированная версия с отключенной телеметрией, выпущенная для немецкоязычных стран, чтобы избежать двусмысленности с немецким новостным журналом FOCUS. F-Droid использует этот вариант из-за того, что телеметрия по умолчанию отключена в Klar
.

## Изображения

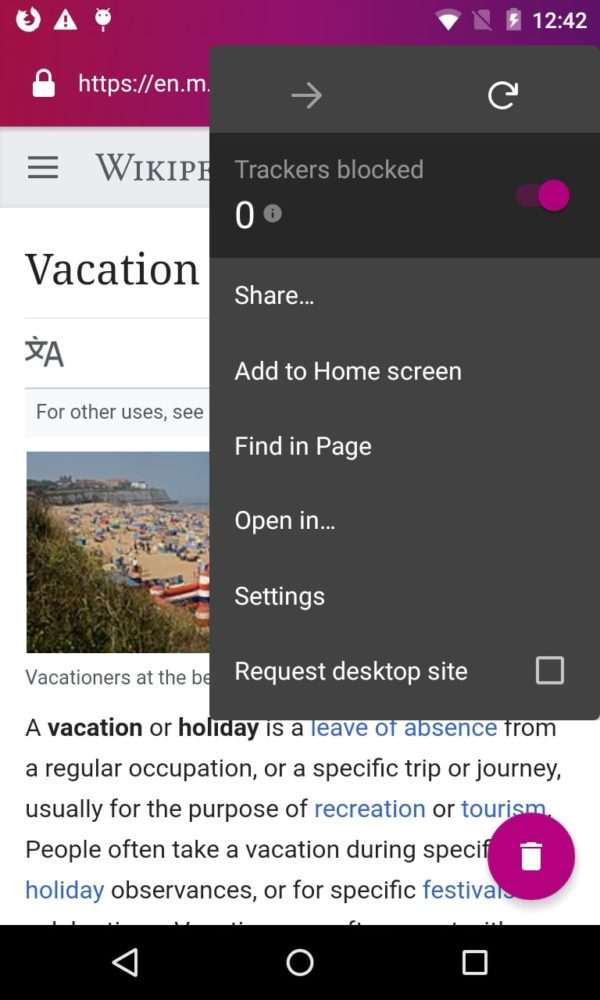
Найти на странице
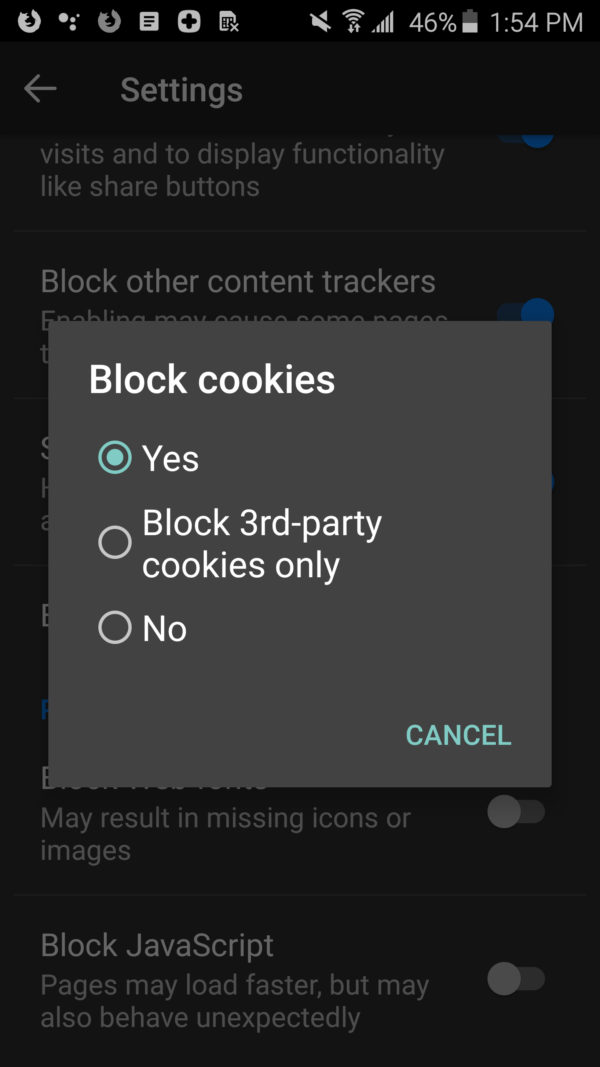
Блокировать файлы cookie
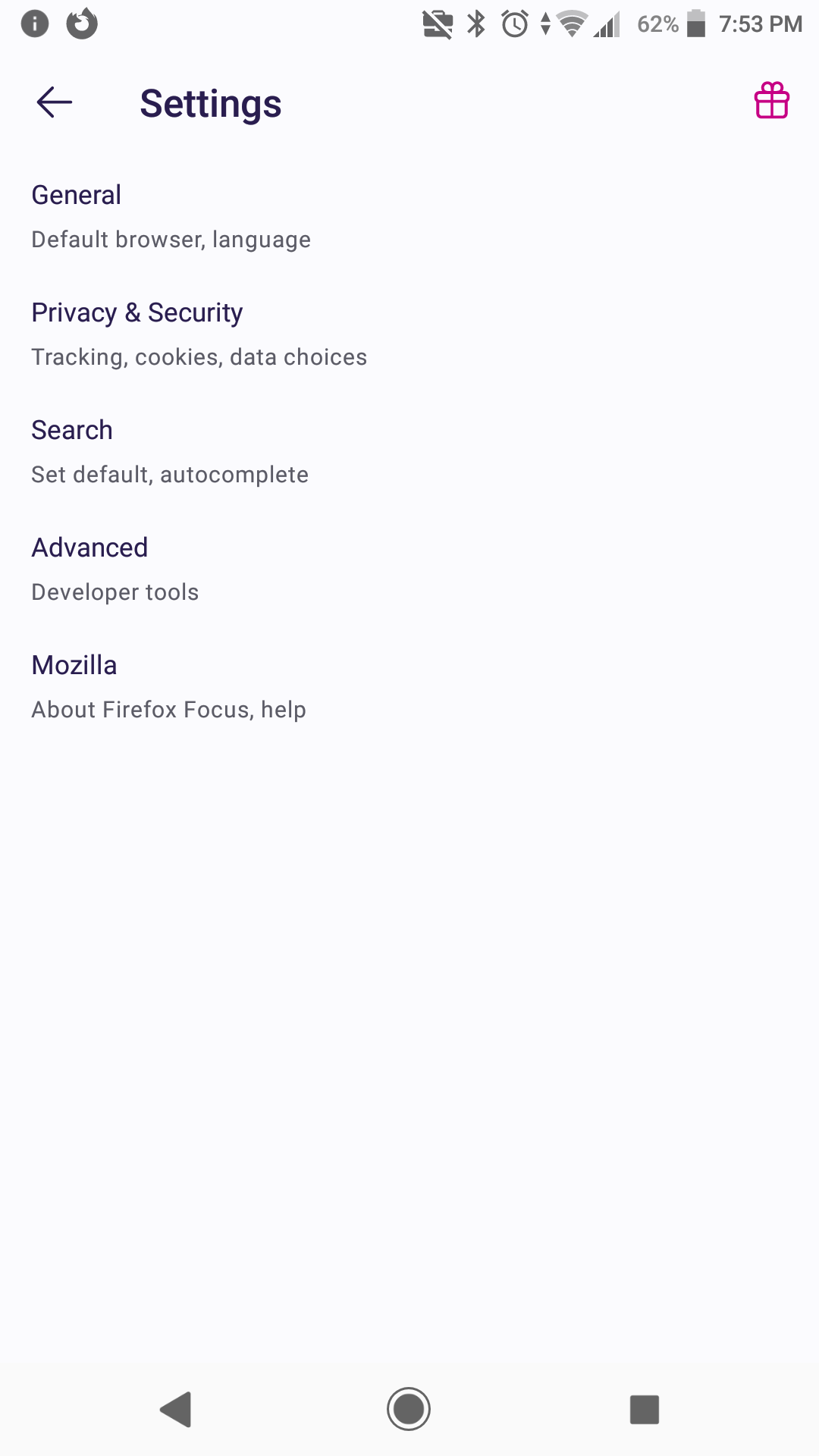
Настройки

## Внешние ссылки
- mozilla.org/en-US… (англ.)
mozilla.org/el/fi…
mozilla.org/tr/fi… (тур.) — официальный сайт Firefox Focus
- Firefox Focus for iOS on the App Store
- Firefox Focus for Android on Google Play
- Firefox Klar for Android on F-Droid